# Margaret Bondfield
Margaret Grace Bondfield (ur. 17 marca 1873 w Chard w hrabstwie Somerset, zm. 16 czerwca 1953 w Sanderstead w hrabstwie Surrey), brytyjska polityk, członkini Partii Pracy, minister w drugim rządzie Ramsaya MacDonalda, pierwsza kobieta-minister w historii Wielkiej Brytanii.
Była jedenastym dzieckiem Williama Bondfielda i Anne Taylor. W wieku 14 lat rozpoczęła pracę w sklepie sukiennika. W 1894 r. przeprowadziła się do Londynu i została wybrana do rady okręgowej Związku Pracowników Sklepowych. W 1896 r. rozpoczęła na zlecenie Women's Industrial Council badania na temat płacy i warunków pracy w sklepach. Raport został opublikowany w 1898 r. W tym samym roku Bondfield została wybrana sekretarzem Związku Pracowników Sklepowych, a w 1908 r. sekretarzem Kobiecej Ligi Pracy. W 1923 r. była przewodniczącym Rady Generalnej Kongresu Związków Zawodowych.
Po dwóch nieudanych próbach Bondfield dostała się do Izby Gmin w 1923 r. z okręgu Northampton, ale utraciła to miejsce już w 1924 r. Do parlamentu powróciła w 1926 r., wygrywając wybory uzupełniające w Wallsend. W latach 1929–1931 była ministrem pracy. Przegrała wybory 1931 r. i znalazła się poza parlamentem. Niepowodzeniem zakończył się również jej start w wyborach 1935 r.
W latach 1939–1945 była przewodniczącą Kobiecej Grupy na Rzecz Dobra Publicznego. Zmarła w 1953 r.

## Publikacje
- Socialism for Shop Assistants, 1909
- The National Care of Maternity, 1914
- The Meaning of Trade, 1928
- Why Labour Fights, 1941
- Our Towns: A Close-up, 1943
- A Life's Work, 1949